# Ucrania del Dniéper
Ucrania del Dniéper (ucraniano: Наддніпрянщина, Naddnipryánschyna - en ruso: "Podneprovskaya Ucrania" (transliteración)), es una región histórica en el territorio de Ucrania Central. En el Imperio ruso, a partir de 1764, con la creación de la Gobernación de Rusia Menor, se llamaba: Pequeña Rusia  (en ruso: Малороссия, Малая Россия, Малая Русь, romanizado: Maloróssiya, Málaya Rossíya, Málaya Rus), que corresponde aproximadamente a la parte central de la actual Ucrania. La Gobernación de Rusia Menor, fue la entidad política que, en 1764, sucedió al Hetmanato de la Orilla Izquierda del Río Dniéper. A veces se la llama Gran Ucrania (Velyka Ukrayína) por los galitzianos.
Limítate:
- al oeste con Volinia y Podolia;
- al norte con Polesia;
- al este con Severia y Ucrania Libre (Slobodskaya Ucrania); y
- al sur con Zaporiyia.

El término Ucrania del Dniéper apareció poco después de las particiones de Polonia cuando Ucrania, como antiguo territorio de la Mancomunidad polaco-lituana, se dividió entre el Imperio ruso y el Imperio austríaco y se remitió a la Ucrania controlada por Rusia. El término fue eliminado poco después de 1939.
Los ucranianos a veces lo llaman la Gran Ucrania (Velyka Ukrayína). Históricamente, esta región está estrechamente relacionada con la historia de Ucrania y es considerada como el corazón del país.
Geográficamente, el término se refiere al territorio de Ucrania a lo largo del río Dniéper.

## Historia
En la Rus de Kiev, las tierras de la región del Medio Dnieper contenían algunos de los principales centros de esa entidad política, pero más tarde se encontró en la frontera de potencias rivales de Europa del Este, que predeterminaron su nombre. Al mismo tiempo, el sustantivo común “Ucrania” apareció allá por el siglo XII y significaba “tierra fronteriza”.
Su primer uso conocido fue en el siglo XV, en el Códice de Hipacio. Al describir la muerte de Vladimir Glebovich, el Príncipe de Pereyáslav, el autor del texto escribió que después de su muerte hubo muchos gemidos en su país. Aquí se referían a las fortalezas de guardia de la línea defensiva de Posul. Muchas tierras fronterizas de Rusia (Galitzia, Pskov, Oka y otras) fueron posteriormente llamadas Ucrania en crónicas y documentos.
Es de 1590, el primer uso conocido del término «Ucrania» en la República de las Dos Naciones, como nombre propio de la región del Dnieper Medio. Esto ocurrió en la Constitución del Sejm de acuerdo con el borrador de Juan Zamoyski: "Porządek ze strony Niżowców i Ukrainy". El término se refiere a las tierras de los voivodados de Kiev y de Brátslav en la República de las Dos Naciones.
Tras la conquista polaca de la tierra de Chernigov-Seversk durante la Época de los Disturbios (1598-1613), ocurrió su anexión a la República de las Dos Naciones (Rus polaca) como Voivodato de Chernígov y el asentamiento de los Cosacos de Zaporozhye. Después de eso, el término Ucrania comenzó gradualmente a incluir esta región histórica, que, anteriormente pertenecía al Estado Ruso.
En 1613, en el mapa de Tomasz Makowski, publicado en Ámsterdam, la zona de la margen derecha del Dniéper se define como Baja Volinia, que se llama Ucrania o Niz.
En 1651, el mismo autor creó otro mapa, en el que llamó Ucrania al territorio desde el Dniéper hasta el Bug del Sur.
A finales del siglo XVI y XVII, el nombre “Ucrania” comenzó a designar las regiones situadas en el curso medio y bajo del Dniéper.
En los siglos XVI y XVII, en la mayoría de las veces, las tierras del Voivodato de Kiev se llamaban Ucrania.
Durante la Época de la Ruina (1659-1686), aparecieron los términos Ucrania de la Margen Derecha y Ucrania de la Margen Izquierda.